# Ovidiu Hoban
Ovidiu Ştefan Hoban (Baia Mare, 27 dicembre 1982) è un allenatore di calcio ed ex calciatore rumeno, di ruolo centrocampista, assistente allenatore del CFR Cluj.

## Carriera

### Nazionale
Viene convocato per gli Europei 2016 in Francia.

## Statistiche

### Presenze e reti nei club
Statistiche aggiornate al 16 febbraio 2023.
| Stagione                  | Squadra                   | Campionato                | Campionato | Campionato | Coppe nazionali | Coppe nazionali | Coppe nazionali | Coppe continentali | Coppe continentali | Coppe continentali | Altre coppe | Altre coppe | Altre coppe | Totale | Totale |
| Stagione                  | Squadra                   | Comp                      | Pres       | Reti       | Comp            | Pres            | Reti            | Comp               | Pres               | Reti               | Comp        | Pres        | Reti        | Pres   | Reti   |
| ------------------------- | ------------------------- | ------------------------- | ---------- | ---------- | --------------- | --------------- | --------------- | ------------------ | ------------------ | ------------------ | ----------- | ----------- | ----------- | ------ | ------ |
| gen.-giu. 2012            | U Cluj                    | L1                        | 14         | 0          | CR              | -               | -               | -                  | -                  | -                  | -           | -           | -           | 14     | 0      |
| 2012-2013                 | Petrolul Ploiești         | L1                        | 24         | 3          | CR              | 5               | 0               | -                  | -                  | -                  | -           | -           | -           | 29     | 3      |
| 2013-2014                 | Petrolul Ploiești         | L1                        | 29         | 1          | CR              | 4               | 1               | UEL                | 6                  | 0                  | SR          | 1           | 0           | 40     | 2      |
| set. 2014                 | Petrolul Ploiești         | L1                        | 4          | 0          | CR+CdL          | 0+1             | 0               | UEL                | 6                  | 0                  | -           | -           | -           | 11     | 0      |
| Totale Petrolul Ploiești  | Totale Petrolul Ploiești  | Totale Petrolul Ploiești  | 57         | 4          |                 | 10              | 1               |                    | 12                 | 0                  |             | 1           | 0           | 80     | 5      |
| set. 2014-2015            | Hapoel Be'er Sheva        | Lh                        | 25+8       | 0+1        | CI+CdL          | 5+0             | 1               | -                  | -                  | -                  | -           | -           | -           | 38     | 2      |
| 2015-2016                 | Hapoel Be'er Sheva        | Lh                        | 24+10      | 2+2        | CI+CdL          | 5+4             | 0+3             | UEL                | 2                  | 1                  | -           | -           | -           | 45     | 8      |
| 2016-2017                 | Hapoel Be'er Sheva        | Lh                        | 15+9       | 0+2        | CI+CdL          | 1+5             | 0+1             | UCL+UEL            | 5+8                | 1+0                | SI          | 1           | 0           | 44     | 4      |
| Totale Hapoel Be'er Sheva | Totale Hapoel Be'er Sheva | Totale Hapoel Be'er Sheva | 64+27      | 2+5        |                 | 20              | 5               |                    | 15                 | 2                  |             | 1           | 0           | 127    | 14     |
| 2017-2018                 | CFR Cluj                  | L1                        | 24+10      | 3          | CR              | 0               | 0               | -                  | -                  | -                  | -           | -           | -           | 34     | 3      |
| 2018-2019                 | CFR Cluj                  | L1                        | 6+6        | 0+1        | CR              | 4               | 0               | UCL+UEL            | 2+3                | 0+1                | SR          | 1           | 0           | 22     | 2      |
| 2019-2020                 | CFR Cluj                  | L1                        | 20+7       | 1          | CR              | 0               | 0               | UCL+UEL            | 4+4                | 0                  | SR          | 0           | 0           | 35     | 1      |
| 2020-2021                 | CFR Cluj                  | L1                        | 19+9       | 1          | CR              | 0               | 0               | UCL+UEL            | 1+6                | 0                  | SR          | 1           | 0           | 36     | 1      |
| 2021-2022                 | CFR Cluj                  | L1                        | 3+1        | 0          | CR              | 1               | 0               | UCL+UEL+UECL       | 2+0+0              | 0                  | SR          | 0           | 0           | 7      | 0      |
| 2022-2023                 | CFR Cluj                  | L1                        | 15         | 1          | CR              | 3               | 1               | UCL+UECL           | 0+5                | 0                  | SR          | 1           | 0           | 24     | 2      |
| Totale CFR Cluj           | Totale CFR Cluj           | Totale CFR Cluj           | 87+33      | 6+1        |                 | 8               | 1               |                    | 27                 | 1                  |             | 3           | 0           | 158    | 9      |
| Totale carriera           | Totale carriera           | Totale carriera           | 282        | 18         |                 | 38              | 7               |                    | 54                 | 3                  |             | 5           | 0           | 379    | 28     |

### Cronologia presenze e reti in nazionale
| Cronologia completa delle presenze e delle reti in nazionale ― Romania | Cronologia completa delle presenze e delle reti in nazionale ― Romania | Cronologia completa delle presenze e delle reti in nazionale ― Romania | Cronologia completa delle presenze e delle reti in nazionale ― Romania | Cronologia completa delle presenze e delle reti in nazionale ― Romania | Cronologia completa delle presenze e delle reti in nazionale ― Romania | Cronologia completa delle presenze e delle reti in nazionale ― Romania | Cronologia completa delle presenze e delle reti in nazionale ― Romania |
| Data                                                                   | Città                                                                  | In casa                                                                | Risultato                                                              | Ospiti                                                                 | Competizione                                                           | Reti                                                                   | Note                                                                   |
| ---------------------------------------------------------------------- | ---------------------------------------------------------------------- | ---------------------------------------------------------------------- | ---------------------------------------------------------------------- | ---------------------------------------------------------------------- | ---------------------------------------------------------------------- | ---------------------------------------------------------------------- | ---------------------------------------------------------------------- |
| 4-6-2013                                                               | Bucarest                                                               | Romania                                                                | 4 – 0                                                                  | Trinidad e Tobago                                                      | Amichevole                                                             | -                                                                      | 46’                                                                    |
| 14-8-2013                                                              | Bucarest                                                               | Romania                                                                | 1 – 1                                                                  | Slovacchia                                                             | Amichevole                                                             | -                                                                      |                                                                        |
| 6-9-2013                                                               | Bucarest                                                               | Romania                                                                | 3 – 0                                                                  | Ungheria                                                               | Qual. Mondiali 2014                                                    | -                                                                      | 79’                                                                    |
| 10-9-2013                                                              | Bucarest                                                               | Romania                                                                | 0 – 2                                                                  | Turchia                                                                | Qual. Mondiali 2014                                                    | -                                                                      |                                                                        |
| 15-10-2013                                                             | Bucarest                                                               | Romania                                                                | 2 – 0                                                                  | Estonia                                                                | Qual. Mondiali 2014                                                    | -                                                                      | 79’                                                                    |
| 19-11-2013                                                             | Bucarest                                                               | Romania                                                                | 1 – 1                                                                  | Grecia                                                                 | Qual. Mondiali 2014                                                    | -                                                                      |                                                                        |
| 7-9-2014                                                               | Atene                                                                  | Grecia                                                                 | 0 – 1                                                                  | Romania                                                                | Qual. Euro 2016                                                        | -                                                                      | 84’                                                                    |
| 11-10-2014                                                             | Bucarest                                                               | Romania                                                                | 1 – 1                                                                  | Ungheria                                                               | Qual. Euro 2016                                                        | -                                                                      | 18’                                                                    |
| 14-10-2014                                                             | Helsinki                                                               | Finlandia                                                              | 0 – 2                                                                  | Romania                                                                | Qual. Euro 2016                                                        | -                                                                      |                                                                        |
| 14-11-2014                                                             | Bucarest                                                               | Romania                                                                | 2 – 0                                                                  | Irlanda del Nord                                                       | Qual. Euro 2016                                                        | -                                                                      | 80’                                                                    |
| 18-11-2014                                                             | Bucarest                                                               | Romania                                                                | 2 – 0                                                                  | Danimarca                                                              | Amichevole                                                             | -                                                                      |                                                                        |
| 4-9-2015                                                               | Budapest                                                               | Ungheria                                                               | 0 – 0                                                                  | Romania                                                                | Qual. Euro 2016                                                        | -                                                                      |                                                                        |
| 7-9-2015                                                               | Bucarest                                                               | Romania                                                                | 0 – 0                                                                  | Grecia                                                                 | Qual. Euro 2016                                                        | -                                                                      | 80’                                                                    |
| 8-10-2015                                                              | Bucarest                                                               | Romania                                                                | 1 – 1                                                                  | Finlandia                                                              | Qual. Euro 2016                                                        | 1                                                                      | 71’                                                                    |
| 11-10-2015                                                             | Tórshavn                                                               | Fær Øer                                                                | 0 – 3                                                                  | Romania                                                                | Qual. Euro 2016                                                        | -                                                                      |                                                                        |
| 17-11-2015                                                             | Bologna                                                                | Italia                                                                 | 2 – 2                                                                  | Romania                                                                | Amichevole                                                             | -                                                                      | 15’                                                                    |
| 23-3-2016                                                              | Giurgiu                                                                | Romania                                                                | 1 – 0                                                                  | Lituania                                                               | Amichevole                                                             | -                                                                      | 59’                                                                    |
| 27-3-2016                                                              | Cluj-Napoca                                                            | Romania                                                                | 0 – 0                                                                  | Spagna                                                                 | Amichevole                                                             | -                                                                      |                                                                        |
| 29-5-2016                                                              | Torino                                                                 | Romania                                                                | 3 – 4                                                                  | Ucraina                                                                | Amichevole                                                             | -                                                                      | 60’                                                                    |
| 3-6-2016                                                               | Bucarest                                                               | Romania                                                                | 5 – 1                                                                  | Georgia                                                                | Amichevole                                                             | -                                                                      | 64’                                                                    |
| 10-6-2016                                                              | Saint-Denis                                                            | Francia                                                                | 2 – 1                                                                  | Romania                                                                | Euro 2016 - 1º turno                                                   | -                                                                      |                                                                        |
| 15-6-2016                                                              | Parigi                                                                 | Romania                                                                | 1 – 1                                                                  | Svizzera                                                               | Euro 2016 - 1º turno                                                   | -                                                                      | 46’                                                                    |
| 19-6-2016                                                              | Lione                                                                  | Romania                                                                | 0 – 1                                                                  | Albania                                                                | Euro 2016 - 1º turno                                                   | -                                                                      |                                                                        |
| 4-9-2016                                                               | Cluj-Napoca                                                            | Romania                                                                | 1 – 1                                                                  | Montenegro                                                             | Qual. Mondiali 2018                                                    | -                                                                      |                                                                        |
| 8-10-2016                                                              | Erevan                                                                 | Armenia                                                                | 0 – 5                                                                  | Romania                                                                | Qual. Mondiali 2018                                                    | -                                                                      |                                                                        |
| 11-10-2016                                                             | Astana                                                                 | Kazakistan                                                             | 0 – 0                                                                  | Romania                                                                | Qual. Mondiali 2018                                                    | -                                                                      |                                                                        |
| 11-11-2016                                                             | Bucarest                                                               | Romania                                                                | 0 – 3                                                                  | Polonia                                                                | Qual. Mondiali 2018                                                    | -                                                                      | 46’                                                                    |
| 5-10-2017                                                              | Ploiești                                                               | Romania                                                                | 3 – 1                                                                  | Kazakistan                                                             | Qual. Mondiali 2018                                                    | -                                                                      | 70’                                                                    |
| 8-10-2017                                                              | Copenaghen                                                             | Danimarca                                                              | 1 – 1                                                                  | Romania                                                                | Qual. Mondiali 2018                                                    | -                                                                      |                                                                        |
| 14-11-2017                                                             | Bucarest                                                               | Romania                                                                | 0 – 3                                                                  | Paesi Bassi                                                            | Amichevole                                                             | -                                                                      | 75’                                                                    |
| Totale                                                                 |                                                                        | Presenze                                                               | 30                                                                     |                                                                        | Reti                                                                   | 1                                                                      |                                                                        |

## Palmarès

### Club

#### Competizioni nazionali
- Coppa di Romania: 1

Petrolul Ploiești: 2012-2013
- Campionato israeliano: 2

Hapoel Be'er Sheva: 2015-2016, 2016-2017
- Supercoppa d'Israele: 1

Hapoel Be'er Sheva: 2016
- Coppa di Lega: 1

Hapoel Be'er Sheva: 2016-2017
- Campionato rumeno: 5

CFR Cluj: 2017-2018, 2018-2019, 2019-2020, 2020-2021, 2021-2022
- Supercoppa di Romania: 2

CFR Cluj: 2018, 2020